# Ramganga
Ramganga – rzeka w Indiach, w stanie Uttar Pradesh o długości 596 km.
Źródła rzeki znajdują się w Himalajach, a uchodzi ona do rzeki Ganges. Rzekę Ramganga charakteryzują duże wahania stanów wody. Jest wykorzystywana do celów energetycznych, a także do nawadniania pól uprawnych.
Większe miasta nad Ramganga to Bareli i Moradabad.